# Ferdinando Neri

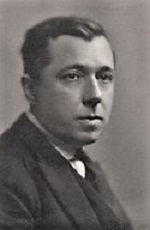
Ferdinando Neri

Ferdinando Neri (* 25. Januar 1880 in Chiusaforte; † 1. November 1954 in Turin) war ein italienischer Romanist, Italianist und Französist.

## Leben und Werk
Neri studierte in Turin bei Arturo Graf und in Florenz bei Pio Rajna und Guido Mazzoni. Von 1904 bis 1910 war er Lektor in Frankreich (zuerst in Grenoble, dann bei Henri Hauvette an der Sorbonne), anschließend bis 1923 Gymnasiallehrer in Savigliano, Syrakus, Alba und Turin. Von 1923 bis 1950 war Neri (der 1922 seine Frau und 1937 einen Sohn verlor) an der Universität Turin Inhaber des Lehrstuhls für Französisch.
Neri war von 1918 bis 1937 Redakteur und von 1938 bis 1952 Herausgeber der Zeitschrift Giornale storico della letteratura italiana.
Neri war Ehrendoktor der Universität Grenoble (1934). An der Universität Turin trägt das Institut für Französisch seinen Namen. Der Accademia della Crusca gehörte er seit 1946 an.

## Werke
- La Tragedia italiana del cinquecento, Florenz 1904, Turin 1961, 1971
- Scenari delle maschere in Arcadia, Città di Castello 1913, Turin 1961
- Il Chiabrera e la Pléiade francese, Turin 1920
- Un ritratto immaginario di Pascal, Turin 1921, 1964
- Il maggio delle fate e altri scritti di letteratura francese, Turin 1925, Novara 1929, Turin 1933, 1935, 1944
- Gli Studi franco-italiani nel primo quarto del sec. XX, Rom 1928, 1970
- Fabrilia. Ricerche di storia letteraria, Turin 1930
- Storia e poesia, Turin 1936, 1944
- Saggi di letteratura italiana, francese, inglese, Neapel 1936
- Poesia nel tempo, Turin 1948

### Herausgeber- und Übersetzertätigkeit
- I Sonetti di Folgore da San Gemignano, Città di Castello 1914
- Le Poesie di François Villon, Turin 1923, 1950
- Racine, Iphigénie, Florenz 1933
- Corneille, Illusione, Palermo 1934
- Pascal, Pensieri, Neapel 1935
- François Villon, Le lais, le testament et les ballades, Turin 1944, 1963
- (Übersetzer) I Lai di Maria di Francia, Turin 1946
- Petrarca, Le Rime, Neapel 1950
  - Rime  e trionfi di Petrarca, Turin 1953